# Открытое правительство в Азербайджане
Открытое правительство — это международная инициатива, представленная 20 сентября 2011 года, к которому сразу же присоединился Азербайджан. Принципы открытого правительства являются частью антикоррупционной политики и реформ управления азербайджанского правительства. Целью присоединения к организации является повышение прозрачности, усовершенствование деятельности, связанного с развитием открытого правительства, а также принятие участия в международном обмене опыта. Присоединением к организации , Азербайджан предусматривал продолжение «Национальной стратегии по повышению прозрачности и борьбе с коррупцией», принятой в 2007 году.

## Деятельность

### Единое окно
Принцип «Единого окна» при регистрации юридических лиц действует на территории Азербайджанской Республики с 1 января 2008 года. Данный принцип сократил число процедур с 13 до 3, срок с 53 до 3 дней, а количество необходимых документов — впятеро. Электронная регистрация физических лиц действует с 1 июня 2011 года, а с февраля 2012 года — юридических лиц. Данный принцип также с 2008 года действует в процессе проверки автомобилей и товаров, перевозимых через границу, с 2009 — в управлении миграционных процессов, а с 2011 года в оформлении импортируемых транспортных средств.

### Электронное правительство
«Э-правительство» было запущено в мае 2011 года в рамках Государственной программы «Электронный Азербайджан», охватывающей 2010—2012 годы. С сентября 2011 года началась выдача электронных подписей государственным органам, гражданам и субъектам предпринимательской деятельности, что послужило увеличению возможностей использования электронных услуг населением, оказанию им более качественных и безопасных услуг, а также продвижению электронного правительства и электронной торговли. Проекты «Э-правительства» осуществляются в рамках 20 разных государственных программ. В общей сложности в рамках портала «Э-правительства» 39 государственных органов предоставляют более 200 электронных услуг гражданам. Из 20 основных электронных услуг, предоставляемых в Азербайджане самыми распространёнными являются выдача официальных документов, подача заявлений для участия в экзаменах для поступления в вуз и на государственную службу, поиск работы, оплата коммунальных услуг и т.д.
Также как часть «Э-правительства» существуют «Открытые Данные», которые предоставляются на всеобщее пользование государственными органами.

### ASAN
В рамках принципов открытого правительства в государстве были осуществлены ряд реформ. Указом президента от 13 июля 2012 года с целью сокращения материальных расходов, а также потери времени, повышения прозрачности, широкого использования онлайн услуг была учреждена служба «ASAN», которое представляет собой государственное агентство по оказанию услуг гражданам. В услуги, предоставляемые агентством входят выдача удостоверений личности, паспортов, водительских прав, регистрация рождения, смерти, браков, разводов, усыновления, физических и юридических лиц и все другие нотариальные услуги. В 2015 году служба «ASAN» была удостоена «Премии государственной службы ООН» в категории «Улучшение предоставления государственных услуг». В рамках деятельности агентства, с целью облегчения процесса получения иностранцами визы, в январе 2017 года была запущена электронная услуга «ASAN Viza».

## Программы
В соответствии с программой открытого правительства в 2012 и 2016 году были приняты Национальные планы деятельности по содействию Открытому правительству .
Первый «Национальный план деятельности по содействию Открытому правительству» был принят 5 сентября 2012 года и предусматривался на 2012—2015 годы. Наряду с этим планом, также был утверждён «Национальный план действий по борьбе с коррупцией на 2012—2015 годы». Изначально, ответственным исполнителем обеспечения прозрачности в сфере добывающей промышленности был назначен Государственный Нефтяной Фонд Азербайджана (SOCAR), но позже по распоряжению президента полномочия ответственного исполнителя были переданы специальной Комиссии по прозрачности в добывающей промышленности.
Процесс подготовки нового плана начался 25 октября 2015 года. Второй «Национальный план деятельности по содействию Открытому правительству» был утвержден 27 апреля 2016 года президентом Республики на 2016—2018 годы с целью продолжения политики повышения прозрачности . В программу плана входят 58 мер по 11 направлениям. Основной целью программы является расширение применения принципов открытого правительства, а также новых механизмов по предотвращению коррупции. Согласно распоряжению, ежегодно до 30 декабря предусматривается подготовка отчёта о проделанной работе в рамках программы. План деятельности подразумевает развитие инициативы Партнёрства Открытого Правительства в Азербайджане, расширение применения принципов открытого правительства и прозрачности в деятельности государственных органов, а также обеспечение общественного контроля над реализацией данной инициативы. Кроме того на основе принятого меморандума об утверждении данной программы создаётся Платформа диалога с открытым правительством. Деятельность платформы направлена на создание связей между государственными органами и гражданами в рамках расширения принципов открытого правительства.
Основными задачами платформы являются получение информации, давать рекомендации по осуществляемым правительственным реформам, сотрудничать с азербайджанским правительством и Национальным Собранием, осуществление мониторинга реализации Плана Деятельности, подготовленного азербайджанским правительством в рамках «Открытого правительства», представлять гражданское общество Азербайджана в Инициативе «Открытого Правительства», а также вести переговоры с интересующимися в Инициативе государственными органами, местным населением, представителями частного сектора и международными организациями.